# Gemmrigheim
Gemmrigheim település Németországban, azon belül Baden-Württembergben. Lakosainak száma 4930 fő (2023. december 31.).

## Népesség
A település népessége az elmúlt években az alábbi módon változott:
| Lakosok száma | 3507 | 4207 | 4351 | 4689 | 4869 | 4930 |
|               | 1975 | 2017 | 2019 | 2021 | 2022 | 2023 |